# From the Underworld
From the Underworld is een single van de Engelse popgroep The Herd uit 1967. Het nummer bereikte de zesde plaats in de Britse UK Singles Chart en de derde in de Nederlandse Top 40.

## Het verhaal achter het nummer
De tekst is gebaseerd op de legende van Orpheus en Eurydice. De nimf Eurydice, de geliefde van de zanger Orpheus, overlijdt en Orpheus daalt af in de onderwereld om Hades, de god van het Schimmenrijk, te bewegen zijn Eurydice terug te sturen naar de wereld der levenden. Hij krijgt zijn zin. Hij mag Eurydice meenemen, mits hij niet naar haar omkijkt voor ze het zonlicht weer hebben bereikt. Ze zijn bijna aan het einde van de reis als hij zijn nieuwsgierigheid niet meer kan bedwingen en toch omkijkt. Nu is ze voor eeuwig voor hem verloren.
De ik-figuur in het liedje is Orpheus. Het liedje begint als hij met Eurydice achter zich aan zijn reis begint en eindigt als hij haar voorgoed kwijtraakt.

## Geschiedenis van het nummer
Het nummer is geschreven door het schrijversduo Ken Howard en Alan Blaikley, die in 1967 en 1968 de managers van The Herd waren. Het werd in 1967 geproduceerd door Steve Rowland naar een arrangement van Mike Leander, die een orkest liet meespelen. Peter Frampton trad als zanger op.
Het nummer stond ook op Paradise Lost (Fontana STL 5458), de enige lp van de groep, die in 1968 uitkwam, en natuurlijk op vele verzamelalbums met nummers van de groep die later op de markt werden gebracht. De single werd in 1991 opnieuw uitgebracht, zowel op vinyl als op cd.

## Hitnoteringen
| From the Underworld | From the Underworld   | From the Underworld | From the Underworld | From the Underworld | From the Underworld | From the Underworld | From the Underworld | From the Underworld | From the Underworld | From the Underworld | From the Underworld | From the Underworld | From the Underworld | From the Underworld |
| Hitlijst            | Datum van binnenkomst | Week:               | 1                   | 2                   | 3                   | 4                   | 5                   | 6                   | 7                   | 8                   | 9                   | 10                  | Laatste notering    |                     |
| ------------------- | --------------------- | ------------------- | ------------------- | ------------------- | ------------------- | ------------------- | ------------------- | ------------------- | ------------------- | ------------------- | ------------------- | ------------------- | ------------------- | ------------------- |
| Nederlandse Top 40  | 21-10-1967            | Positie:            | 20                  | 8                   | 5                   | 3                   | 3                   | 4                   | 7                   | 11                  | 19                  | 25                  | 23-12-1967          |                     |

### NPO Radio 2 Top 2000
| Nummer met noteringen in de NPO Radio 2 Top 2000 | '99  | '00 | '01  | '02  | '03  | '04  | '05  |
| ------------------------------------------------ | ---- | --- | ---- | ---- | ---- | ---- | ---- |
| From the Underworld                              | 1520 | 724 | 1463 | 1605 | 1708 | 1266 | 1447 |

1. ↑  Een vetgedrukt getal geeft de hoogste notering aan.
2. ↑  Deze tabel is bijgewerkt tot en met de laatste editie (2024).